# Госпожа Хегён
Госпожа Хегён из клана Пунсан Хон (혜경궁 풍산 홍씨, 惠慶宮 豊山 洪氏; 6 августа 1735 — 13 января 1816), также известная как королева Хонён (헌경왕후, 獻敬王后), была наследной принцессой в Чосоне. Она была женой наследного принца Садо и матерью вана Чонджо. В 1903 году император Коджон дал ей посмертный титул Хонён, Добродетельная императрица (헌경의황후, 獻敬懿皇后).
Её автобиографический дневник «Ханджуннок» («Записки, написанные в печали») проливает свет на детали многих лет её жизни во дворце Чхангён и является важным историческим источником.

## Ранний период жизни
Госпожа Хон родилась в 1735 году, она была третьим ребёнком и второй дочерью учёного[уточнить] Хон Бонхана из клана Пунсан Хон и его первой жены, госпожи Ли из клана Хансан Ли. Госпожа Хон была прапраправнучкой принцессы Чонмён, дочери короля Сонджо и королевы Инмок. Одна из младших сводных сестёр её отца вышла замуж за Чо Ома (조엄, 趙曮) (1719—1777) из клана Пунъян Джо и стала прабабушкой королевы Синджон, жены наследного принца Хёмёна и матери вана Хонджона. Таким образом, госпожа Хон стала двоюродной сестрой, дважды удалённой[уточнить] от будущей королевы.
В своих мемуарах госпожа Хегён вспоминает, что была очень привязана к своим родителям, спала в их комнате и была рядом с матерью во время родов её брата Хон Наксина. Брак родителей госпожи Хегён пострадал после смерти её дедушки по отцовской линии, но пара помирилась, когда маленький ребёнок отказался есть. Её научила читать и писать на народном корейском языке тётя, госпожа Син из клана Пхёнсан Син.

### Выбор в качестве наследной принцессы
В 1744 году был разослан королевский указ, требующий, чтобы семьи с подходящими девушками представили свои имена для выбора супруги для сына короля Ёнджо — наследного принца Садо. Госпожа Ли не желала представлять на рассмотрение свою девятилетнюю дочь, но её муж настоял. Семья Хон не отличалась особым богатством, поэтому госпожа Ли сшила из старой одежды наряды, подходящие для представления при дворе. Госпожа Хон думала, что она слишком молода, чтобы добиться успеха, но её вызвали на частную аудиенцию с матерью и старшей сестрой наследного принца. Во время второй презентации были выбраны три девушки, но госпожа Хон пишет в своих мемуарах, что король Ёнджо похвалил её как «красивую невестку» во время их встречи.
Девятилетняя госпожа Хон переехала в павильон за пределами дворца Чхандок, где её в течение месяца обучали родители и персонал дворца. Церемония бракосочетания с девятилетним Наследным принцем Садо проходила в течение семи дней в первом месяце 1744 года.

## Дворцовая жизнь
Семья госпожи Хегён изначально поддерживала тесные отношения со своими родственниками, а её отец занимал различные официальные должности. Хон Бон-хан даже обучал Наследного принца Садо в начале брака его дочери. Госпожа Хегён вспоминает, что ещё в 1745 году принц Садо вел себя странно, несколько раз теряя сознание. Брак был заключён в том же месяце, что и церемония увенчания 14-летнего принца Садо в 1749 году.
Госпожа Хегён родила сына в 1750 году, но он умер в 1752 году. Позже в том же году у нее родился ещё один сын по имени Ли Сан. Рождение наследника мужского пола вскоре после смерти старшего сына означало, что двор был особенно рад приветствовать Ли Сана. Наследная принцесса позже родила свою первую дочь, принцессу Чхонён в 1754 году, и ещё одну дочь, принцессу Чхонсон, в 1756 году.

### Болезнь Наследного принца Садо
Во время их брака у принца Садо появились признаки всё более серьёзного психического заболевания. Симптомы включали внезапный ужас перед громом, неспособность говорить перед отцом и желание смерти. После ссоры с отцом в 1756 году Садо обругал чиновника и, спеша преследовать его, опрокинул подсвечник, который вызвал пожар, сжёг несколько зданий. Госпожа Хегён, которая была на пятом месяце беременности принцессой Чхонсон, побежала за своим сыном.
Когда в 1757 году король Ёнджо обнаружил, что у принца Садо родилась дочь, принцесса Чхонгын, от второй супруги, придворной госпожи Пак, он резко раскритиковал госпожу Хегён за то, что она помогла Садо скрыть это. После этого госпожа Хегён замаскировала женщину и увела её из дворца, спрятав в доме принцессы Хваван.
Госпожа Хегён попыталась поддержать своего мужа в его болезни. Её роль в его жизни заключалась в том, чтобы добыть достаточно ткани для изготовления нескольких комплектов одежды, поскольку «фобия одежды» принца, возникшая в 1757 году, заставляла его часто сжигать наряды, прежде чем выбрать один из них. На шестом месяце принц Садо вошёл в их покои с отрубленной головой евнуха, на которую он заставил фрейлин посмотреть. Позже он стал жестоким по отношению к самим фрейлинам, в результате чего госпожа Хегён сообщила его матери, Королевской Благородной супруге Ён, что его болезнь ухудшается. Мать хотела поговорить с Наследным принцем Садо, но её уговорили не делать этого, поскольку госпожа Хегён сказала, что опасается за свою безопасность, если он узнает, что его жена говорила об этом с другими. В своих мемуарах госпожа Хегён описывает страх за свою безопасность и безопасность своих детей, когда у принца Садо были маниакальные эпизоды. В 1760 году она вспоминает, как принц Садо бросил в неё доску для го, которая попала ей в лицо и вызвала такой большой синяк вокруг глаза, что ей пришлось пропустить церемонию переезда короля Ёнджо.

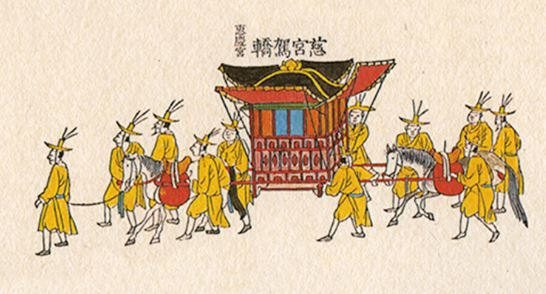
Фрагмент свитка, нарисованный в 1795 году, изображающий паланкин госпожи Хегён, направляющийся к могиле принца Садо.

В 1762 году принц Садо вызвал свою жену. Убеждённая, что она скоро умрет, госпожа Хегён сначала навестила своего сына Ли Сана. По прибытии принц Садо попросил её принести ему головной убор их сына, чтобы он мог надеть его для встречи с отцом, но госпожа Хегён подарила ему его собственную кепку[уточнить]. Когда он ушёл, госпожа Хегён вернулась к сыну. Позже она услышала, как евнух просил ящик с рисом из кухни. При этом Ли Сан выбежал на улицу, чтобы умолять о жизни своего отца, а госпожа Хегён попыталась покончить жизнь самоубийством ножницами, но её остановили. Она подошла к стене рядом со двором, где король Ёнджо приговаривал Садо, и слушала, как её муж умоляет сохранить ему жизнь. Затем она слушала как Садо пытается выбраться из сундука.
Госпожа Хегён написала письмо с просьбой к королю Ёнджо о помиловании для себя и Ли Сана. В тот же день прибыл её старший брат с указом проводить её в дом отца. Госпожу Хегён отнесли в паланкине, где она потеряла сознание. Позже Ли Сан присоединился к матери в доме своего деда Хон Бонхана вместе со своей супругой и младшими сёстрами. Восемь дней спустя принц Садо был объявлен мёртвым, а госпожа Хегён вернулась во дворец для траурных ритуалов.

## Мемуары
Она написала мемуары «Записки, написанные в печали» (한중록, Ханджунно́к), подробно описывающие жизнь в качестве злополучной Наследной принцессы, впадение мужа в безумие и поступки, за которые он в конечном итоге был казнён.

## Титулы
- 6 августа 1735 — январь 1744: госпожа Хон, дочь Хон Бонхана из клана Пунсан Хон.
- Январь 1744 — 12 июля 1762: Её Высочество, Наследная принцесса Чосона (왕세자빈; 王世子嬪)
- 12 июля 1762 — 17 апреля 1776: Её Высочество, Вдовствующая наследная принцесса Чосона (왕세자대빈; 王世 子大嬪)
  - Наследная принцесса-консорт Хе (혜빈, 惠嬪)
- 17 апреля 1776 г. — 13 января 1816 г.: госпожа Хегён (혜경궁, 惠慶宮)
- Посмертный титул: Королева Хонён (헌경왕후; 興慶王后)

## Семья

### Родители
- Пра-пра-пра-пра-прадедушка: Хон Лисан (홍이상, 洪履祥) (1549—1615)
- Пра-пра-пра-пра-прабабушка: госпожа Ким из клана Андон Ким (정경부인 안동 김씨, 贈 貞敬夫人 安東 金氏) (1554—1616)
- Пра-пра-пра-прадедушка: Хон Ён (홍영, 洪霙) (1584—1645)
- Прапрапрапрабабушка: госпожа Ли из клана Ёнан Ли (정경부인 연안 이씨, 貞敬夫人 延安 李氏) (? — 1656)
- Прапрапрадедушка: Хон Джувон (홍주원, 洪柱元) (1606—1672)
- Прапрапрабабушка: Принцесса Чонмён (정명공주, 貞明公主) (1603—1685); Единственная дочь короля Сонджо и королевы Инмок.
- Прапрадедушка: Хон Манъён (홍만용, 洪萬容) (1631—1692)[14]
- Прапрабабушка: госпожа Сон из клана Ёсан Сон (본관: 여산 송씨, 礪山 宋氏) (1629—1677)
- Прадед: Хон Чжунки (홍중기, 洪重箕) (1650—1706)
- Прабабушка: госпожа Ли из клана Чонджу Ли (본관: 전주 이씨, 全州 李氏); (이민서의 딸) дочь Ли Минсо (이민서, 李敏敍) (1633—1688)
- Дед: Хон Хёнбо (1680—1740) (홍현보)
- Бабушка: госпожа Лим из клана Пхунчхон Лим (본관: 풍천 임씨); Первая жена Хон Хёнбо, дочь Лим Бана (임방, 任埅) (1640—1724)
  - Сводная бабушка — госпожа Ли из клана Сонджу Ли (성주 이씨)
- Отец: Хон Бонхан (1713—1778) (홍봉한, 洪鳳漢)[15]
  - Сводная тётя — госпожа Хон из клана Пунсан Хон (풍산홍씨, 豊山 洪氏) (1717—1808)[16]
  - Сводный дядя — Чо Ом (조엄, 趙曮) (1719—1777)[17]
  - Дядя — Хон Инхан (홍인한, 洪麟漢) (1722 — 5 июля 1776)
  - Тётя — внутренняя принцесса-консорт Пхёнсан из клана Пхёнсан Син (평산부부인 신씨)
    - Кузен — Хон Наквон (홍낙원, 洪樂源)
    - Кузен — Хон Наксуль (홍낙술, 洪樂述)
    - Кузен — Хон Накджин (홍낙진, 洪樂進)
    - Кузен — Хон Наксун (홍낙손, 洪樂遜)
    - Кузен — Хон Накджун (홍낙준, 洪樂浚)
    - Кузина — госпожа Хон из клана Пунсан Хон (풍산 홍씨)
      - Муж кузины — Сим Нынпиль (심능필, 沈能弼)[18]
- Дядя — Хон Джун-хан (홍준한, 洪俊漢) (1731 — ?)
- Дядя — Хон Юн-хан (홍용한, 洪龍漢) (1734—1809)
- Мать: Внутренняя принцесса-консорт Хансан из клана Хансан Ли (1713—1755) (한산부부인 한산 이씨, 韓山府夫人 韓山 李氏)
  - Дедушка по материнской линии: Йи Джиб (1670—1727) (이집, 李潗)
  - Бабушка по материнской линии: госпожа Ю из клана Гиге Ю (본관: 기계 유씨, 杞溪 兪氏)
- Мачеха —госпожа Ким из клана Кимхэ Ким (정부인 김해 김씨, 貞夫人 金海 金氏)

### Братья и сестры
- Старший брат: Хон Накъин (홍낙인, 洪樂仁) (1729 — 19 июня 1777)
  - Невестка: госпожа Мин из клана Ёхын Мин (본관: 여흥 민씨, 驪興 閔氏)[19]
    - Племянник: Хон Суён (홍수영, 洪守榮)
- Старшая сестра: госпожа Хон из клана Пунсан Хон (본관: 풍산 홍씨, 豊山 洪氏); умерла молодой
- Младший брат: Хон Наксин (홍낙신, 洪樂信) (1739—1796)
  - Невестка: госпожа Джо из клана Имчхон Джо (본관: 임천 조씨, 林川 趙氏); (조명건의 딸) дочь Чо Мёнгона
- Младший брат: Хон Накъим (홍낙임, 洪樂任) (1741—1801)
  - Невестка: госпожа Джо из клана Имчхон Джо (본관: 임천 조씨, 林川 趙氏); (조명건의 딸) дочь Чо Мёнгона
- Младшая сестра: госпожа Хон из клана Пунсан Хон (본관: 풍산 홍씨, 豊山 洪氏)
  - Шурин: И Бок-иль из клана Чонджу И (이복일, 李復一) (1746 — ?)
- Младший брат: Хон Накнюн (홍낙륜, 洪樂倫) (ноябрь 1750—1813)
  - Невестка: госпожа Ким из клана Чхонпун Ким (본관: 청풍 김씨, 淸風 金氏)[20]
  - Невестка: госпожа Ли из клана Токсу Ли (본관: 덕수 이씨, 德水 李氏)
- Младший сводный брат: Хон Нак-джва (홍낙좌)
  - Невестка: госпожа Син из клана Пхёнсан Син (평산 신씨, 平山 申氏)
- Младший сводный брат: Хон Наку (홍낙우)
- Младший сводный брат: Хон Накдон (홍낙동)
- Младший сводный брат: Хон Накъи (홍낙이)
  - Невестка: госпожа Ким из клана Андон Ким (안동 김씨, 安東 金氏)

### Муж
- Ли Сон, Наследный принц Садо (13 февраля 1735 — 12 июля 1762) (이선 사도세자)
  - Свёкор: Ли Гым, король Чосона Ёнджо (31 октября 1694 — 22 апреля 1776) (조선 영조)
  - Свекровь: Королевская Благородная супруга Ёнбин Ли (15 августа 1696 — 23 августа 1764) (영빈 이씨)
    - Законная свекровь: королева Чонсон из клана Тэгу Со (12 января 1693 — 3 апреля 1757) (정성왕후 서씨)
    - Законная свекровь: королева Чонсун из клана Кёнджу Ким (2 декабря 1745 — 11 февраля 1805) (정순왕후 김씨)

### Дети
- Ли Чжон, Наследный принц Ыйсо (27 сентября 1750 — 17 апреля 1752) (이정 의소세자)
- Ли Сан, король Чонджо (28 октября 1752 — 18 августа 1800) (조선 정조)
  - Невестка: королева Хёый из клана Чхонпун Ким (5 января 1754 — 10 апреля 1821) (효의왕후 김씨)
- Принцесса Чхонён (1754 — 9 июня 1821) (청연공주)[21]
  - Зять: Ким Гисон (1752—1811) (김기성, 金箕性)
    - Внук: Ким Джэчан (김재창, 金在昌) (1770—1849)
    - Внучка: госпожа Ким из клана Гвансан Ким (본관: 광산 김씨, 光山 金氏) (1771—1787); вышла замуж за Чо Джэ Гю (조재규, 趙在奎) из клана Имчхон Джо (임천 조씨) (1772—1843)
    - Внук: Ким Джэсам (김재삼, 金在三) (1776—1837)
    - Безымянный внук; умер преждевременно
    - Безымянный внук; умер преждевременно
    - Безымянный внук; умер преждевременно
    - Безымянный внук; умер преждевременно
    - Безымянный внук; умер преждевременно
    - Внучка: госпожа Ким из клана Квансан Ким (본관: 광산 김씨, 光山 金氏); умер преждевременно
- Принцесса Чхонсон (1756 — 20 июля 1802) (청선공주)[22]
  - Зять: Чон Чжэхва (1754—1790) (정재화, 鄭在和)
    - Внук: Чон Ый (정의, 鄭漪) (1782—1832)
    - Внучка: госпожа Чон из клана Ёниль Чжон (본관: 연일 정씨, 延日 鄭氏); вышла замуж за Мин Чи-сона (민치성, 閔致成) из клана Ёхын Мин
    - Внучка: госпожа Чон из клана Ёниль Чжон (본관: 연일 정씨, 延日 鄭氏); вышла замуж за Хон Хёка (홍혁, 洪赫) из клана Пунсан Хон

## В популярной культуре

### Кино и телевидение
Образ госпожи Хегён воплотили на экране южнокорейские актрисы:
- Сыграла Чхве Мёнгиль в телесериале 1988 года «Мемуары госпожи Хегён» (MBC).
- Сыграла Ха Хира в телесериале 1998 года «Небеса, небеса» (KBS).
- Сыграла Кён Мири в телесериале 2007 года «Ли Сан. Ветер дворца» (MBC).
- Сыграла Чон Эри в телесериале 2007 года «Восемь дней покушения на короля Чонджо» (CGV).
- Сыграла Ким Соннён в кинофильме 2014 года «Роковая встреча».
- Сыграла Пак Ынбин в телесериале SBS 2014 года «Тайная дверь».
- Сыграла Мун Гынён в кинофильме 2015 года «Садо» .
- Сыграла Кан Мальгым в телесериале 2021 года «Красный манжет рукава» (MBS).

### Процитированные работы
- Kim Haboush, JaHyun. The Memoirs of Lady Hyegyŏng: The Autobiographical Writings of a Crown Princess of Eighteenth-Century Korea. — 2. — Berkeley : University of California Press, 2013. — ISBN 978-0-520-20055-5.